# Crash (banda)
Crash fue un grupo colombiano de rock de finales de los años 70 y principios de los 80 que reunió a algunos de los protagonistas de la segunda generación del rock colombiano.

## Historia
En 1976, el movimiento rock en Colombia se encontraba en una etapa de letargo. Eso no impidió que durante ocho años existiera el grupo Crash, al que pese a no difundir registros grabados de su trabajo se recuerda por la calidad de su sonido y el impacto histriónico de sus presentaciones en vivo.
El grupo se formó al radicarse en Medellín Randy Keith, un músico nacido en el territorio de la USA Honolulu Hawái y después Florida del Sur. Tras pasar una audición por Palm Beach Florida cuyo destino errante era una tocada por el bar «La Cajita de la Música» con Puerto Ricanos Americanos Carlos Cruz (batería) y James Negron (bajista) en Medellín Colombia. Allí fue convocado para formar una banda de rock por Hernando «Ernie» Becerra (Banda Del Marciano) y a Augusto Martelo (quien ya había integrado el grupo Crash con Fernando Reyes, Marcianito y Jorge Barco anteriormente había formado Malanga al lado de Chucho Merchán). La propuesta musical de Crash tomó como base el rock and roll, el hard rock y el punk, integrado con elementos de la música latinoamericana. Su fundador explicó así la propuesta del grupo:

«[La música es] el único escape por el cual no estamos locos (...) Queremos tomar la filosofía de la música del Caribe, del reggae, por otro lado, del tango. Nosotros hacemos una mezcla de ritmos, e inclusive colocamos la bulla de la gente.«.»
Augusto Martelo, revista Semana, 1982

A fuerza de presentarse en bares y certámenes públicos, especialmente en Bogotá y abriendo en conciertos internacionales a artistas como Roberto Carlos, Crash llegó a ser un grupo reconocido en los medios llegando a realizar presentaciones en televisión entre 1978 y 1979. Tras algunos cambios en su nómina, a finales de 1982 grabaron un larga duración que debido al desinterés de los sellos discográficos de la época, permanece inédito hasta hoy.
En esta grabación se destacan las canciones The FalkLands, una crítica a la Guerra de Las Malvinas que parodiaba el nombre inglés del archipiélago (Falklands), junto con el tema Champetua, una fusión entre new wave y ritmos del Caribe colombiano que hacía alusión al naciente género de la champeta con invitados en los teclados como el propio padre de Ernie, el pianista Hernando Becerra Álvarez, y Edy Martínez en los sintetizadores.

## Integrantes
Por Crash pasaron varios de los integrantes de numerosos proyectos de la primera generación del rock colombiano (Los 2+2, Malanga, Banda del Marciano, Los Flippers, Terrón de Sueños). Quienes pertenecieron al grupo por más tiempo fueron:
- Augusto Martelo: voz, bajo, compositor (1976-1984).
- Eduardo «el Sardino» Acevedo: voz, batería (1976-1984).
- Randy Keith: voz, guitarra, teclado, compositor (1976/1980-1984).
- Jorge Barco: voz, guitarra, teclados, compositor (1978-1979).
- Bernardo Ossa: teclados (1982-1984).
- Mauricio Ramírez: guitarra (1978-1979).
- Hernando «Ernie» Becerra: voz, guitarra, compositor (1980-1984).